# Wygodne
Wygodne – wieś sołecka w Polsce, położona w województwie mazowieckim, w powiecie grójeckim, w gminie Chynów.
W latach 1975–1998 miejscowość administracyjnie należała do województwa radomskiego.
Nazwa została nadana dzięki umowie dwóch pierwszych rodzin zamieszkujących te tereny: Wróblom i Kucharskim.